# Patchanka
Albums de Mano Negra
Puta's Fever
(1989)
Patchanka est le 1er album de Mano Negra sorti en 1988 chez le label Boucherie Productions.
Il connaît un assez beau succès, notamment avec le titre Mala Vida.

## Réception
Selon l'édition française du magazine Rolling Stone, cet album est le 32e meilleur album de rock français.

## Liste des titres de l'album
| No  | Titre                                  | Durée |
| --- | -------------------------------------- | ----- |
| 1.  | Mano negra                             | 1:44  |
| 2.  | Ronde de Nuit                          | 2:57  |
| 3.  | Baby You're Mine                       | 2:56  |
| 4.  | Indios de Barcelona                    | 2:40  |
| 5.  | Rock Island Line                       | 3:09  |
| 6.  | Noche de Acción                        | 2:47  |
| 7.  | Darling Darling (avec les Casse-pieds) | 1:49  |
| 8.  | Killin' Rats                           | 2:26  |
| 9.  | Mala Vida                              | 2:55  |
| 10. | Takin' it Up                           | 3:41  |
| 11. | La ventura                             | 2:58  |
| 12. | Lonesome Bop                           | 2:30  |
| 13. | Bragg Jack                             | 2:33  |
| 14. | Salga la luna                          | 3:33  |